# Sabine Herrmann (Juristin)
Sabine Herrmann (* 1933) ist eine deutsche Juristin. Bis 1990 war sie Leiterin des Staatlichen Notariats in Ost-Berlin.

## Leben
Sabine Herrmann war seit 1957 Notarin in einem Staatlichen Notariat. Später wurde sie Notariatsinstrukteurin in Berlin und Leiterin des Staatlichen Notariats in Berlin, das seinen Sitz in der Neuen Roßstraße in Berlin-Mitte hatte. Seit 1990 war sie als Rechtsanwältin und Notarin in Berlin tätig.
Einem breiteren Publikum wurde sie dadurch bekannt, dass sie zeitweise die Ziehungen der Lottozahlen in der Sendung Tele-Lotto des Fernsehens der DDR überwachte.
In der Wendezeit, kurz vor der Schaffung der Währungs-, Wirtschafts- und Sozialunion, beglaubigte sie die Unterschrift des damaligen PDS-Vorsitzenden Gregor Gysi unter einer Vollmacht an einen Parteifunktionär zum Abschluss von Treuhand- und Darlehensverträgen. Diese Vollmacht wurde zur massenhaften Verschiebung und Verschleierung von PDS-Vermögen verwendet.

## Werke
- Erbrecht und Nachlaßverfahren in der DDR, Freiburg 1989, ISBN 978-3-448-02035-9.